# حمض السكريك
حمض السكريك (أو حمض الغلوساريك) هو مركب كيميائي صيغته C6H10O8، ويحوي المركب بالإضافة إلى مجموعتي الكربوكسيل على أربع مجموعات هيدروكسيل، وهو يصنف ضمن الأحماض السكرية.

## الوفرة الطبيعية والتحضير

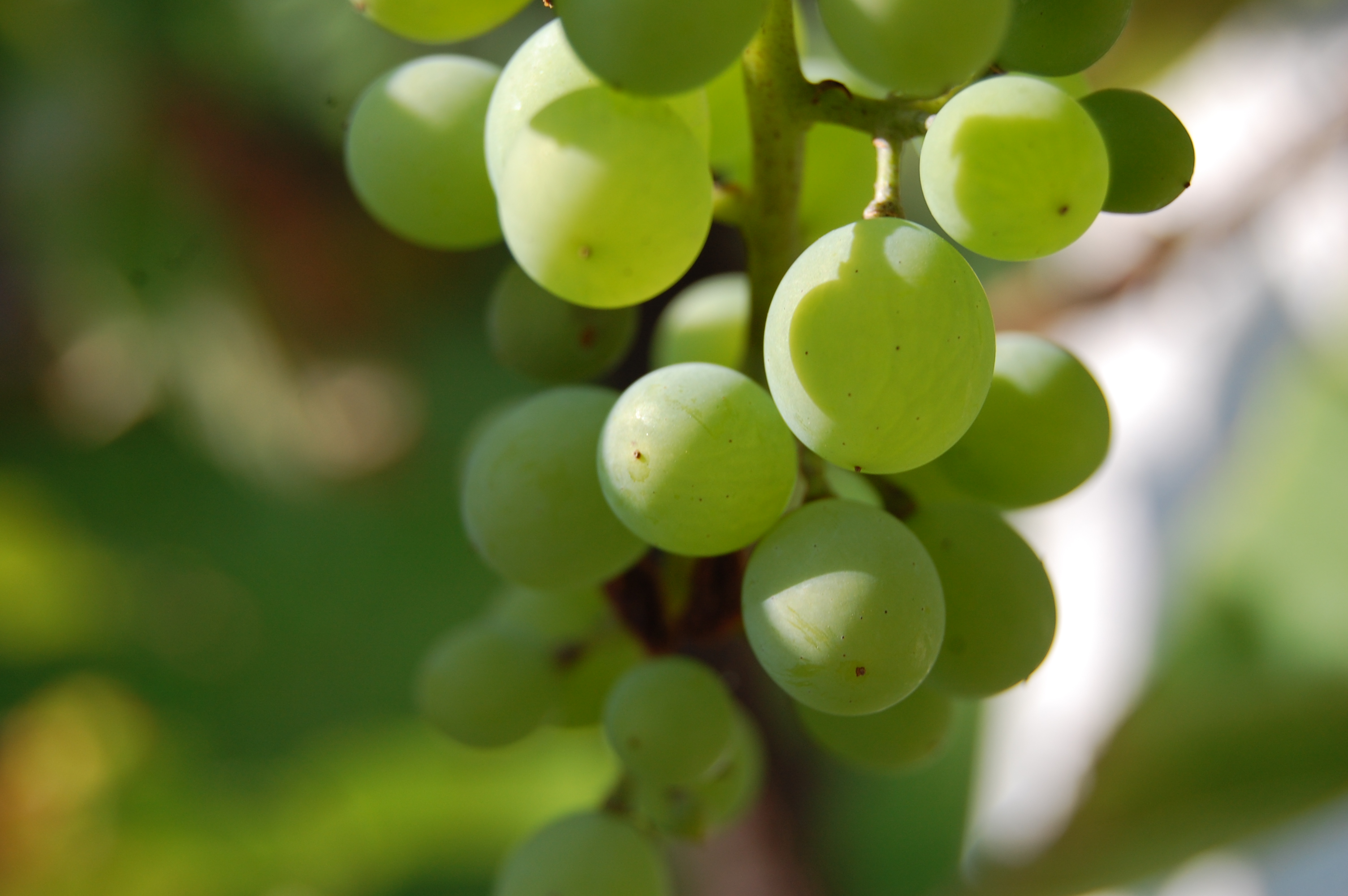
يحوي العنب على حمض السكريك

يوجد حمض السكريك طبيعياً في عدد من أنواع الفاكهة مثل العنب والتفاح والكريفون. كما يمكن الحصول على المركب مخبرياً من تفاعل أكسدة أحادي سكريد مثل الغلوكوز بواسطة حمض النتريك.

## الاستخدامات
لا توجد تطبيقات عملية حالية له، ولكنه من ضمن المركبات التي تجرى عليها أبحاث حالياً في التقنيات الحيوية.